# 恩納節
「恩納節」（うんなぶし）は沖縄本島に伝わる民謡である。「かぎやで風節」と共に祝儀曲としても使われることがある。御前風五節の一つ。また古典女踊り「伊野波節」にも使用されている。

## 概要
恩納節は琉歌24首で構成されている。沖縄本島恩納村の恩納岳をはじめとした恩納村の自然や情景を歌ったものなど、歌詞は18世紀に実在したとされる恩納なべが詠んだ琉歌が多く使用されている。他にもよみ人しらずで残っている歌や組踊の始祖と言われる玉城朝薫の歌などで編成されていて、地域の情景や恋歌も歌われている。

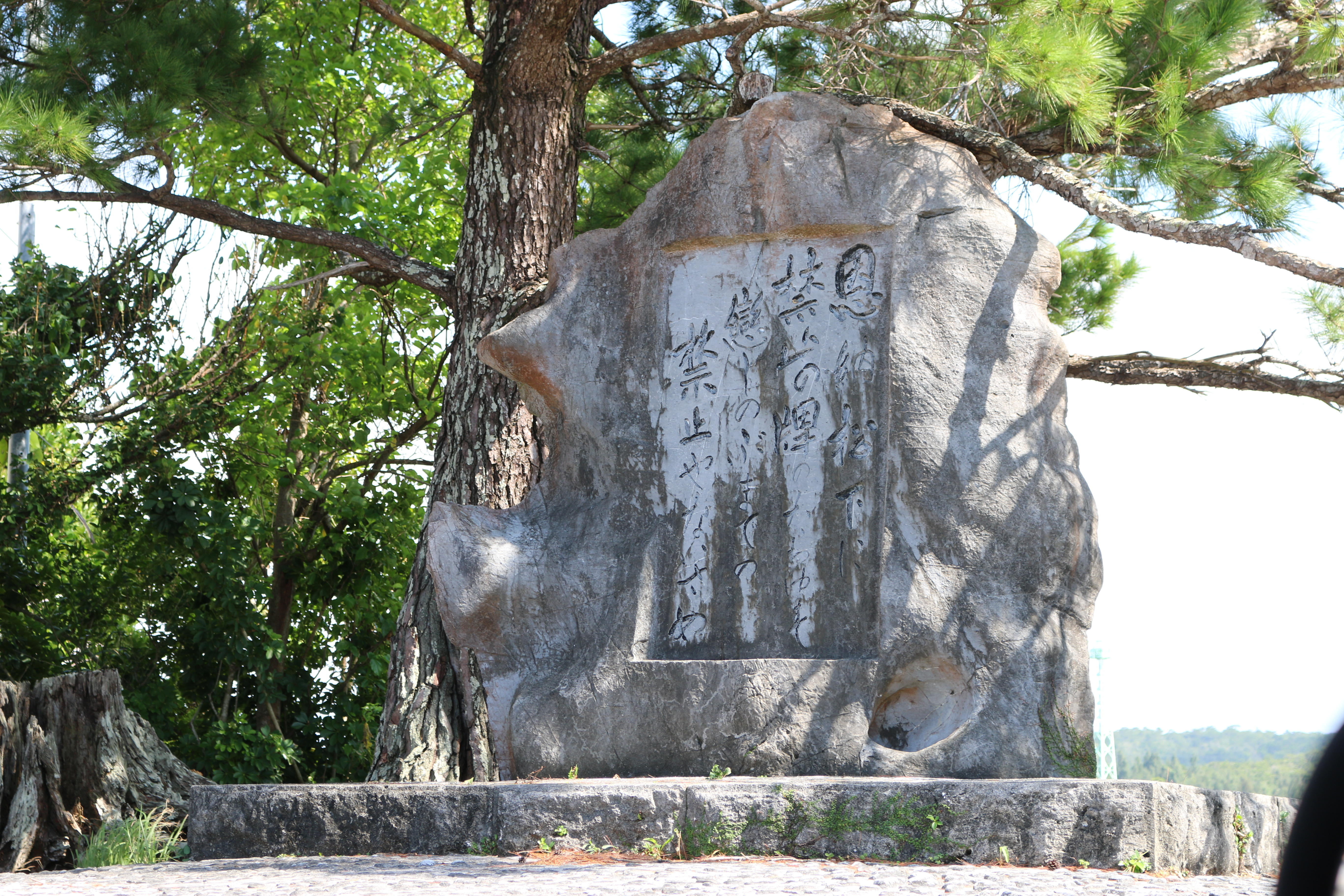
恩納松下の碑

他の作者は与那原良矩、神村親方、伊野波盛平。

## 一番の歌詞
恩納節の導入は恩納なべのこの歌で始まる。
中国からの冊封使である徐葆光が1719年、北部の観光の途中で恩納村に一泊するとになった。蔡温政策によって風紀の乱れを見せたくない首里王府の役人が様々な禁止の立て札を立てた。王府から地方への権力強化に対し、まさか恋まで禁止しないでしょうと、役人への皮肉を歌ったものだと解釈されている。

## 歌碑
- 一番の歌で歌われている恩納なべの歌碑が恩納村恩納区に建立されている。
- 万座毛にも恩納節で使用されている恩納なべの「恩納岳あがた　里が生まれ　島もりもおしのけて　こがたなさな」の歌碑が建立されている。

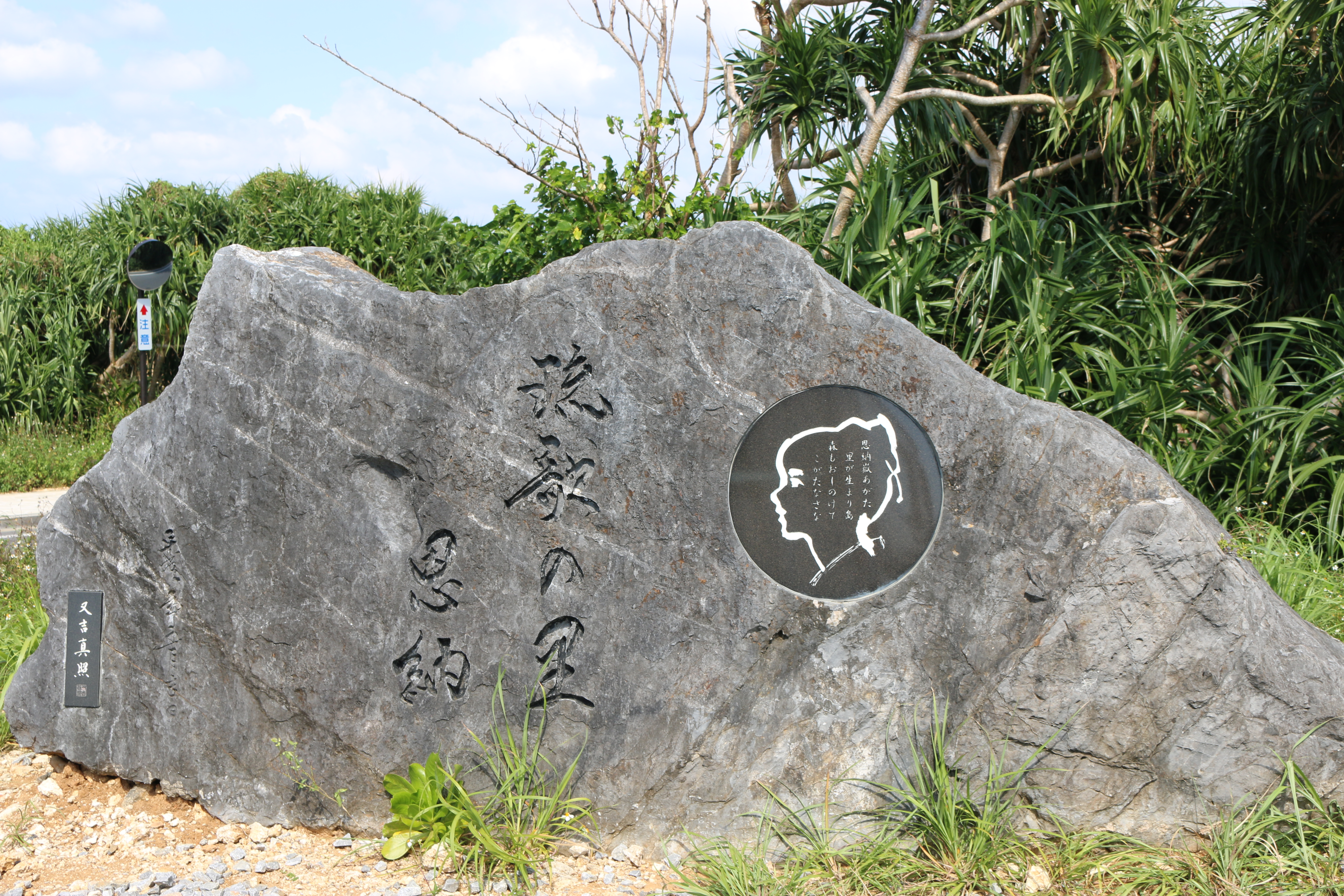
恩納村万座毛にある恩納ナビーの歌碑